# Neolepidotrochus pawsoni
Neolepidotrochus pawsoni is een zeekomkommer uit de familie Myriotrochidae.
De wetenschappelijke naam van de soort werd in 1980 gepubliceerd door George M. Belyaev & Alexander Mironov.